# Talal El Karkouri
Talal El Karkouri (arab. طلال القرقوري, ur. 8 lipca 1976 w Casablance) – marokański piłkarz który występował na pozycji środkowego obrońcy. Wielokrotny reprezentant reprezentacji Maroka. 
Srebrny medalista Pucharu Narodów Afryki w 2004 oraz Uczestnik Pucharu Narodów Afryki w 2006 oraz w 2008 roku.
W swojej karierze występował dla takich klubów jak: Paris Saint-Germain, Charlton Athletic oraz Qatar SC.

## Kariera klubowa
El Karkouri rozpoczął piłkarską karierę w klubie Raja Casablanca. W 1995 roku zadebiutował w jego barwach w pierwszej lidze. W 1996 roku doszedł do finału Arabskiej Ligi Mistrzów, został mistrzem Maroka oraz zdobył Puchar Maroka. W 1997 roku Raja obroniła tytuł mistrzowski, a do tego sięgnęła po Ligę Mistrzów (0:1, 1:0 karne 5:4 z ghańskim Obuasi Goldfields). W 1998, 1999 i 2000 roku Talal znów zostawał mistrzem kraju, a także triumfował w kolejnym kontynentalnym Pucharze Mistrzów (1999 - 0:0, 0:0 karne 4:3 z tunezyjskim Espérance Tunis), Afro-Azjatycki Pucharze (1999) oraz Superpuchar Afryki (1999).
W styczniu 2000 roku El Karkouri wyjechał do Francji i został zawodnikiem Paris Saint-Germain. W Ligue 1 zadebiutował 26 stycznia w wygranym 4:2 meczu z RC Strasbourg. Przez rok Talal występował m.in. w rozgrywkach Pucharu UEFA i Ligi Mistrzów oraz został wicemistrzem Francji, ale nie zdołał wywalczyć miejsca w podstawowym składzie i na rundę wiosenną sezonu 2000/2001 został wypożyczony do greckiego Arisu Saloniki. Po sezonie wrócił do PSG, ale w połowie sezonu 2002/2003 znów go wypożyczono, tym razem do Sunderlandu, jednak spadł z nim z Premier League. W sezonie 2003/2004 grał w podstawowym składzie PSG.
Latem 2004 za milion funtów Marokańczyk przeszedł do Charltonu Athletic. W sezonie 2004/2005 był podstawowym zawodnikiem i strzelił dla londyńskiego klubu 5 bramek. W sezonie 2005/2006 w Charltonie grał tylko przez pierwszą rundę, a na drugą trafił na wypożyczenie do katarskiego Al-Gharafa. W sezonie 2006/2007 spadł z Charltonem do Football League Championship, a latem 2007 podpisał kontrakt z Qatar SC.
| Sezon   | Klub                | Kraj    | Rozgrywki      | Mecze | Bramki |
| ------- | ------------------- | ------- | -------------- | ----- | ------ |
| 1995/96 | Raja Casablanca     | Maroko  | GNF 1          | ?     | ?      |
| 1996/97 | Raja Casablanca     | Maroko  | GNF 1          | ?     | ?      |
| 1997/98 | Raja Casablanca     | Maroko  | GNF 1          | ?     | ?      |
| 1998/99 | Raja Casablanca     | Maroko  | GNF 1          | ?     | ?      |
| 1999/00 | Raja Casablanca     | Maroko  | GNF 1          | ?     | ?      |
| 1999/00 | Paris Saint-Germain | Francja | Ligue 1        | 10    | 0      |
| 2000/01 | Paris Saint-Germain | Francja | Ligue 1        | 11    | 0      |
| 2000/01 | Aris FC             | Grecja  | Alpha Ethniki  | 11    | 0      |
| 2001/02 | Paris Saint-Germain | Francja | Ligue 1        | 16    | 0      |
| 2002/03 | Paris Saint-Germain | Francja | Ligue 1        | 13    | 1      |
| 2002/03 | Sunderland A.F.C.   | Anglia  | Premier League | 8     | 0      |
| 2003/04 | Paris Saint-Germain | Francja | Ligue 1        | 27    | 0      |
| 2004/05 | Charlton Athletic   | Anglia  | Premier League | 32    | 5      |
| 2005/06 | Charlton Athletic   | Anglia  | Premier League | 10    | 0      |
| 2005/06 | Al-Gharafa          | Katar   | Q-League       | ?     | ?      |
| 2006/07 | Charlton Athletic   | Anglia  | Premier League | 36    | 3      |
| 2007/08 | Qatar SC            | Katar   | Q-League       | 18    | 7      |
| 2008/09 | Qatar SC            | Katar   | Q-League       | 24    | 1      |
| 2009/10 | Qatar SC            | Katar   | Q-League       | 21    | 4      |
| 2010/11 | Qatar SC            | Katar   | Q-League       | 14    | 0      |

## Kariera reprezentacyjna
W reprezentacji Maroka El Karkouri zadebiutował w 2000 roku. W 2004 roku wystąpił w Pucharze Narodów Afryki 2004 i wywalczył wicemistrzostwo Afryki. W 2006 roku znalazł się w kadrze na Puchar Narodów Afryki 2006, na którym Maroko nie wyszło z grupy. W 2008 roku selekcjoner Henri Michel powołał go na kolejny PNA.

## Sukcesy

### Paris Saint-Germain
- Puchar Francji: 2003/04
- Uczestnik Ligi Mistrzów: 2001/02

### Reprezentacja Maroka
- Wicemistrz Pucharu Narodów Afryki: 2004
- Uczestnik Pucharu Narodów Afryki: 2006, 2008